# Уцхері
Уцхері (груз. უცხერი) — село в Грузії.
За даними перепису населення 2014 року в селі проживає 128 осіб.